# 三笑亭可龍
三笑亭 可龍（）は、落語家（噺家）の名跡。当代は三代目だが過去に何人いたかは不明。
- 三笑亭可龍 - 後∶初代林屋正蔵

三笑亭 可龍（さんしょうてい かりゅう）は落語芸術協会所属の落語家。出囃子∶吉原雀。

## 経歴
小学生時代に落語に興味を持つ。東野高等学校在学中に九代目三笑亭可楽の門を叩き、1996年12月に正式に入門。翌年4月に前座となる。名前は「可壽男」。
2001年4月、二ツ目昇進。三代目三笑亭可龍となる。
2010年5月に春風亭鹿の子、春風亭傳枝、昔々亭慎太郎と共に真打昇進。

## 芸歴
- 1996年12月∶九代目三笑亭可楽に入門。
- 1997年4月∶前座となる、前座名「可壽男」。
- 2001年4月∶二ツ目昇進、「三代目三笑亭可龍」となる。
- 2010年5月∶真打昇進。

## 人物
- 自他共に認める熱狂的な埼玉西武ライオンズファン。

## 得意演目
- 七段目
- 締め込み